# Ugo Pietro Spinola
Ugo Pietro Spinola (Génova, 29 de junho de 1791 - Roma, 21 de janeiro de 1858) foi um cardeal italiano.

## Biografia
Nasceu em Gênova em 29 de junho de 1791. Terceiro filho de Francesco Maria Spinola (1753-1804), do ramo Lucoli, e Eugenia Pallavicini (+1829). As outras crianças foram Giulia, Maria, Giacomo, Teresa e outras duas crianças, que morreram sem descendência. Sobrinho-bisneto do cardeal Giambattista Spínola, Jr (1695). Outros cardeais dos vários ramos da família Spinola foram Agostino Spinola (1527); Filippo Spinola (1583); Orazio Spinola (1606); Agustín Spínola (1621); Giandomenico Spinola (1626); Giulio Spínola (1666); Giambattista Spínola, Sr (1681) Giambattista Spínola, Jr (1695); Nicola Gaetano Spinola (1715); Giorgio Spinola (1719); Giovanni Battista Spínola (1733); Girolamo Spinola (1759);
Estudou no Collegio dei Protonotari, em Roma, onde obteve o doutorado in utroque iuris, tanto em direito civil quanto em direito canônico, em 29 de dezembro de 1814.
Ordenado em 23 de dezembro de 1815. Relator da SC do Bom Governo e da SC Consistorial. delegado papal nas cidades de Ascoli, 1816; Viterbo; Perugia, 1818; Macerata, 1823 e 1825; e Camerino, 1825. Prelado doméstico de Sua Santidade. Protonotário supranumerário apostólico.
Eleito arcebispo titular de Tebe em 2 de outubro de 1826. Consagrado em 12 de novembro de 1826, na igreja de S. Andrea della Valle, em Roma, pelo cardeal Giuseppe Spina, auxiliado por Luigi Lambruschini, arcebispo de Gênova, e por Ignazio Nasalli, titular arcebispo de Cirro, núncio perante a Confederação Helvética. Núncio na Áustria, 14 de novembro de 1826.
Criado cardeal e reservado in pectore no consistório de 30 de setembro de 1831; publicado no consistório de 2 de julho de 1832; recebeu o chapéu vermelho e o título de S. Martino ai Monti, 17 de dezembro de 1832. Comissário extraordinário nas legações e legado em Bolonha, 1833-1835. Abade comendatário de Subiaco, 1838-1842. Novamente, legado apostólico na província de Bolonha, de 15 de setembro de 1841 a 1843. Pró-datário de Sua Santidade, de 29 de abril de 1844 até sua morte. Participou do conclave de 1846, que elegeu o Papa Pio IX. Camerlengo do Sagrado Colégio dos Cardeais, 1857 até sua morte.
Morreu em Roma em 21 de janeiro de 1858 . Exposto e enterrado em seu título.